# Kostel svatého Ducha (Krupka)
Kostel svatého Ducha se nachází ve městě Krupka pod kostelem Nanebevzetí Panny Marie. Jednolodní gotická stavba byla v minulosti spojena se špitálem, a proto byl kostel nazýván špitálním kostelem sv. Ducha. Je chráněn jako kulturní památka České republiky.

## Historie

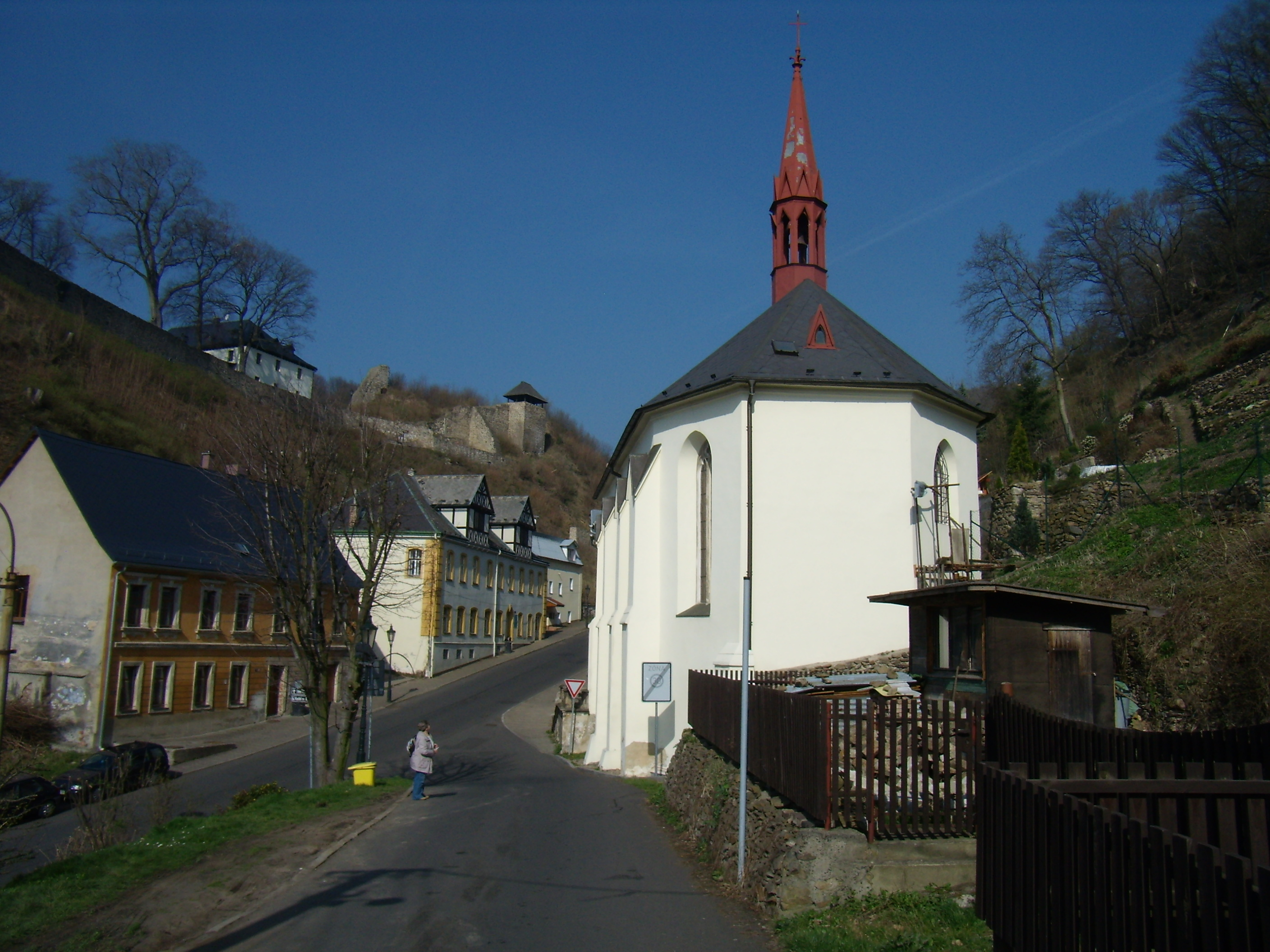
Závěr kostela sv. Ducha

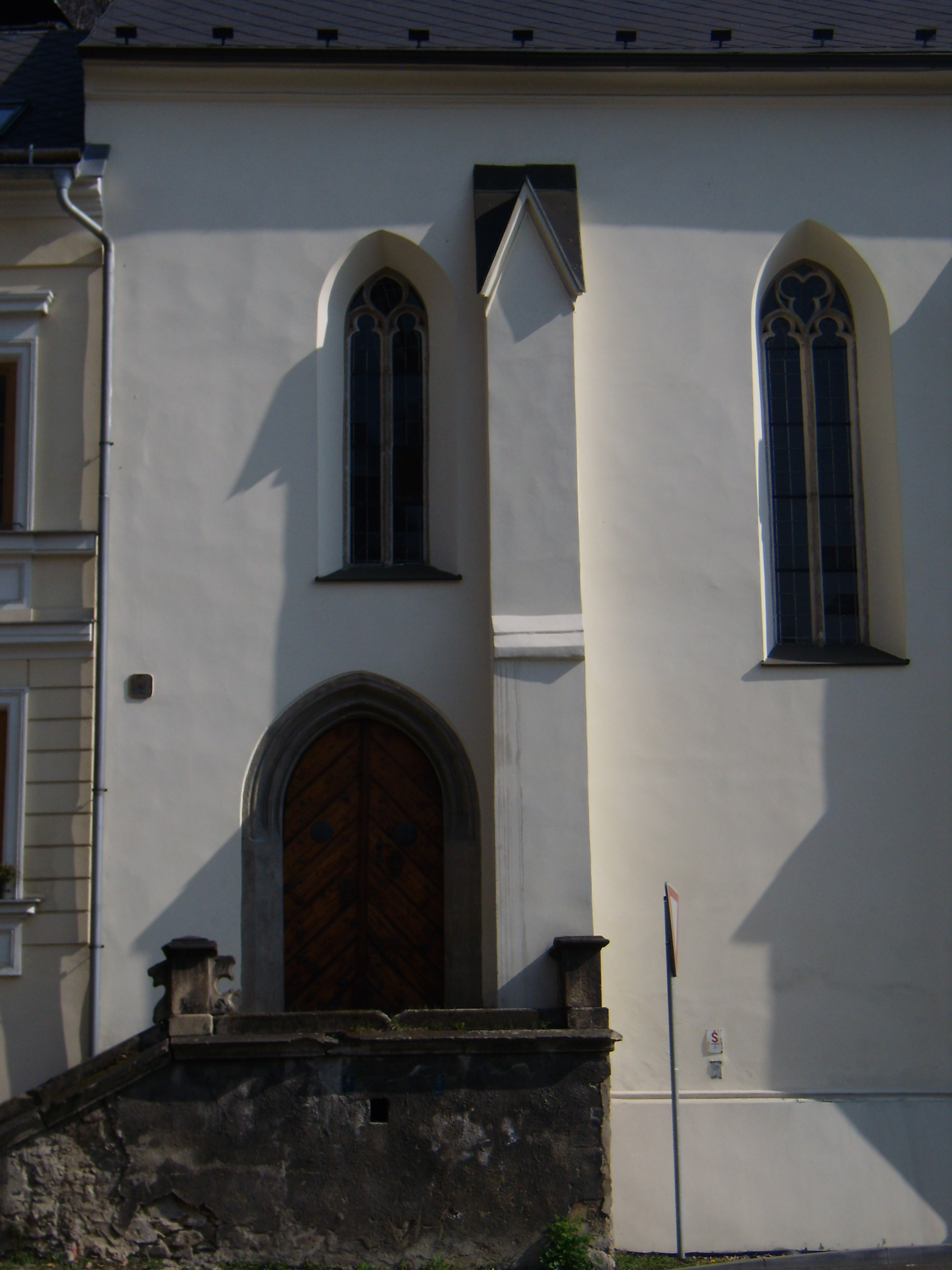
Portál kostela

### Založení
Kostel byl postaven roku 1440. V roce 1444 byl jednoduchý kostel připojen ke špitálu, který měl zástavbu dnešního domu č. p. 128 a domu č. p. 96. Tyto dva objekty propojovala společná střecha. K hornímu konci špitálu navazovala dolní městská brána, což byl velký dům s vysokou střechou s bytem branaře a městským vězením. Je doloženo, že roku 1475 konal bohoslužby kněz jménem Kašpar. Kostel společně se špitálem udržovaly různé nadace, například rodiny Glatz či Jeschka z Koldic.
22. června 1538 při velkém požáru kostel shořel a s ním i špitál, městské lázně a 27 okolních domů. V roce 1565 byl kostel znovu postaven a o rok později se stal Lorenz Krause představeným nového špitálu. Téměř o sto let později, 3. března 1629 postihl kostel opět požár, při kterém shořela část kostela až k věžičce. Kostel byl opraven až po skončení třicetileté války.

### 18. až 20. století
Kostel sv. Ducha byl ve velmi špatném stavu, finance, které jeho údržbu přicházely, byly pouze z nadací, kterých v té době taktéž nebylo mnoho. Nadaci ve výši 300 zlatých věnoval kostelu J. Friedrich Nievenheim ve své závěti. V kostele se ubytovalo přibližně 5 chudáků, kteří ráno, v poledne a večer zvonili na zvon, který kupodivu nevisel na střeše kostela, ale na špitálním domě. Zvon byl roku 1701 vysvěcen sv. Václavovi. K Nievenheimově nadaci se později přidalo více nadačních fondů i menších dárců a nadační kapitál vzrostl k roku 1791 na 5176 zlatých. Avšak vrchní na radnici s penězi neuměli zacházet a roku k roku 1811 klesl nadační kapitál na 2338 zlatých. V roce 1830 založil krupský obchodník Johann Wenzel Mayer svým jménem nadaci, která měla udržovat jednoho kněze u kostela sv. Ducha i obydlí ve špitálním domě jako farní byt. Za vlády císaře Josefa byl špitální kostel, jakožto všechny nefarní kostely, uzavřen. Věřící Krupky však vybrali peníze, aby mohl být kostel vysvěcen. K tomu došlo v roce 1839 o Svatodušních svátcích. Slavnostní kázání držel litoměřický prefekt Franz Xaver Effenberger.
Roku 1851 byl starý Špitál zrušen na úkor nově zřízeného chudobince pod kostelem sv. Anny. Z jmění nadace Mayera koupila církev půlku starého Špitálu a zřídil se byt pro tehdejšího faráře Schürze. Z těchto peněz byl opraven i kostel a dostal břidlicovou střechu a novou gotickou věžičku. Po nějakém čase farář odešel a kostel opět chátral.
S příchodem dalšího faráře Ludvíka Meinla došlo k renovaci, interiéry vymaloval pokojový malíř Pieschel z Proboštova, obrazy a oltář zrestauroval Tittel z Bohosudova.
Dále se v kostele vystřídali farář z Loucha nebo farář Ludvík Fischer.

### Současnost
Současný stav kostela je velmi neutěšený, i vzhledem k nevyjasněným majetkoprávním vztahům. Stěny objektu jsou velice promáčené. Během 20. století zde přespávali bezdomovci, kostel byl vykraden. Poté v něm zbyla jen dřevěná konstrukce oltáře.
Duchovní správci kostela jsou uvedeni na stránce: Římskokatolická farnost Krupka.

## Popis

### Exteriér

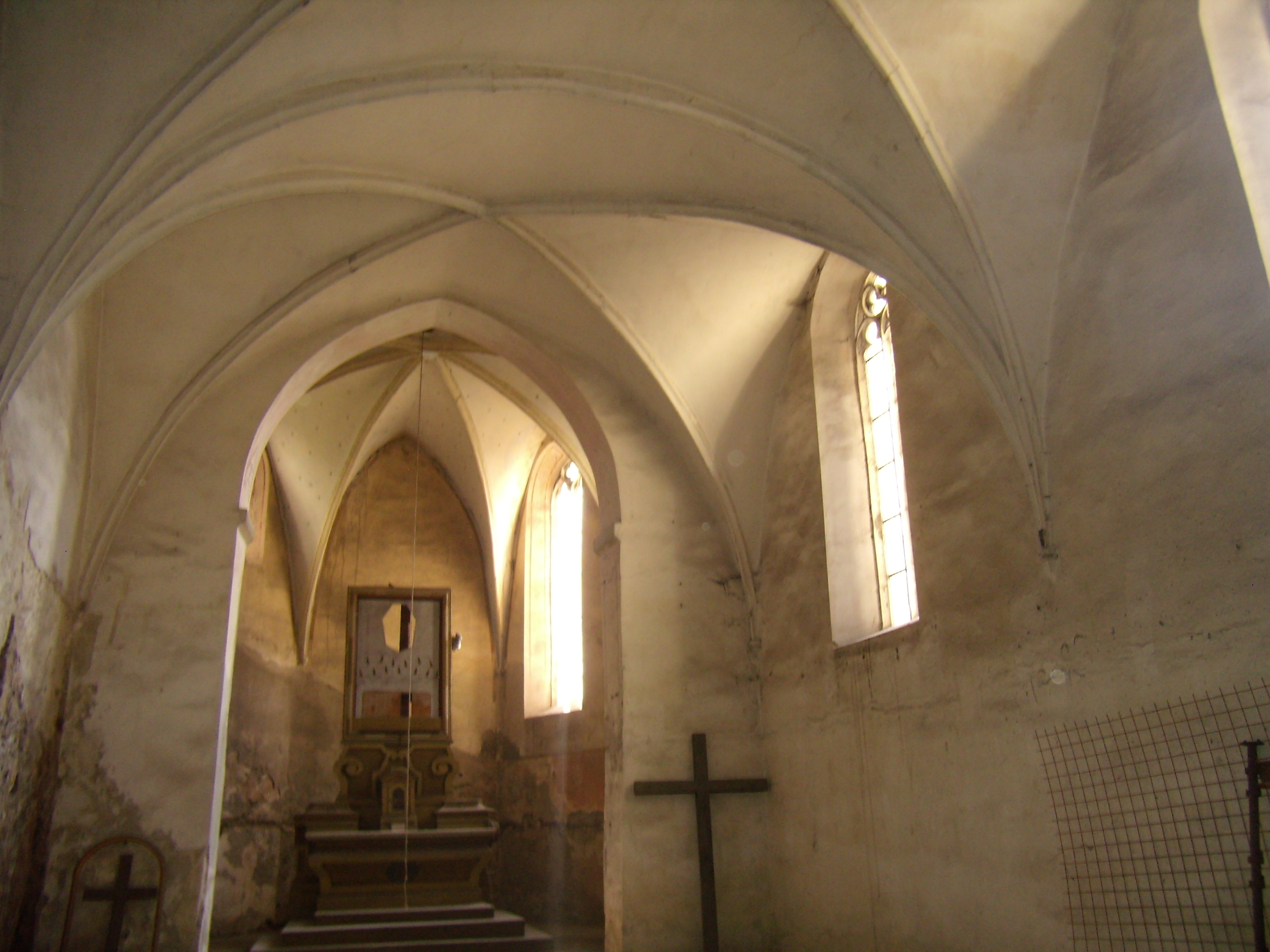
Presbytář kostela

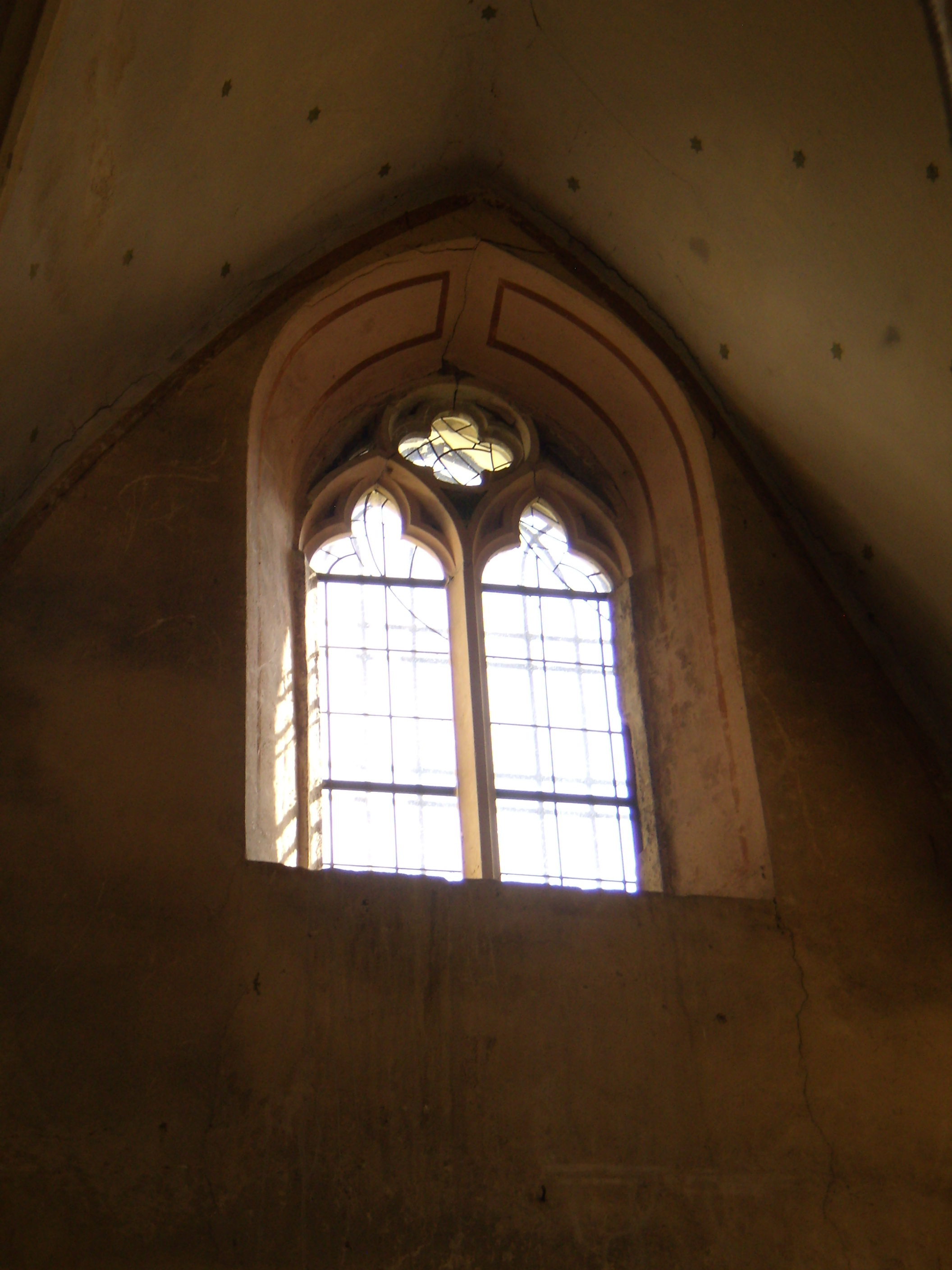
Okno kostela

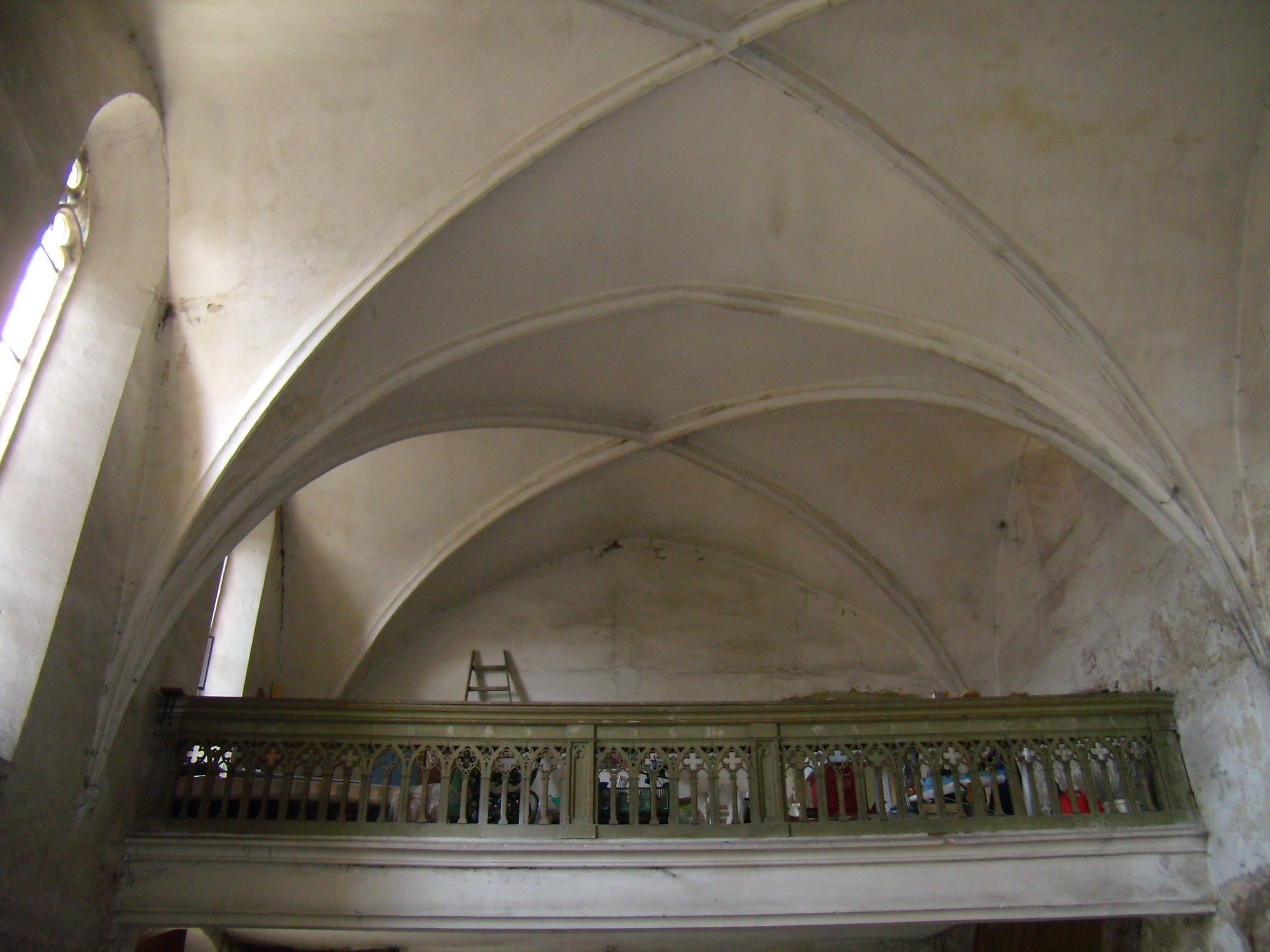
Kůr kostela

Jednolodní gotický kostel, orientovaný na jihovýchod, byl několikrát přestavován. Dnešní kostel má nízkou sedlovou střechu, která je u okraje zvalbená. Původní vížka byla zcizena pravděpodobně v polovině 20. století. Nyní ji nahrazuje plechová věžička se zvonem, přivezeným z Komáří vížky, v Krupce. Hrotitá okna s kružbami a novými vitrážemi společně s odstíněnými meziokenními opěráky formulují výrazný exteriér kostela. Kamenné schodiště vede k prostému, hrotitému portálu.

### Interiér
Loď je zaklenutá třemi poli křížové klenby svedených na konzoly jednoduchého tvaru. Presbytář je zaklenut paprsčitě. Před oltářem pod náhrobní deskou je vstup do hrobky, kde jsou pohřbeni pacienti z tehdejšího špitálu, kteří podlehli moru.
V oblasti hlavního portálu si můžeme povšimnout na levé i pravé části dvou náhrobních desek.
V západní části je vystavěn kůr, k němuž vede dřevěné, provizorní, dvouramenné schodiště. Zábradlí je zdobeno slepými kružbami.

#### Vybavení interiéru v minulosti
V presbytáři se nacházel původně barokní oltář s pozdně gotickou dřevořezbou Seslání Ducha Svatého. Oltář představoval svatodušní zázračné dění. Hlavní oltářní obraz lemovali dva velcí dřevění andělé. Dále tu byly k vidění ještě obrazy sv. Jana z Nepomuku či sv. Valentina a sochy Srdce Ježíšova, sv. Marie a sv. Josefa.
Cínová lampa nesla věčné světlo. Ve zdi byly zapuštěny dvě velké náhrobní desky. Stěny zdobily novogotické nástěnné malby.